# Mordfall Elizabeth Olten
Die 9-jährige Elizabeth Olten wurde in St. Martins, Missouri, von ihrer 15-jährigen Nachbarin Alyssa Bustamante ermordet.

## Geschichte
Die neunjährige Elizabeth Olten wohnte vier Häuser von Alyssa Bustamante entfernt. Am 21. Oktober 2009 überredete Bustamante ihre jüngere Schwester, Elizabeth zum Spielen in den nahegelegenen Wald zu bringen. Im Wald angekommen, schlitzte Bustamante dem Kind Elizabeth Olten die Kehle auf und stach ihr mit einem Messer in die Brust. Dann begrub sie die Leiche in einer Grube, die sie 5 Tage zuvor im Wald hinter ihrem Haus gegraben hatte, und bedeckte sie mit Blättern.

## Täterin
Die Großeltern von Alyssa Dailene Bustamante erhielten 2002 das Sorgerecht für sie und ihre drei jüngeren Geschwister, da ihre Mutter Michelle Suchtprobleme hatte und Vater Caesar im Gefängnis saß. Freunde bemerkten Veränderungen bei Alyssa ab etwa 2007, als sie nach einem Selbstmordversuch ins Krankenhaus eingeliefert wurde. In ihrem YouTube-Profil führte sie „Ritzen“ als ihr Hobby auf.
Nach dem Mord schrieb Bustamante sinngemäß in ihr Tagebuch:

„Ich habe gerade jemanden getötet, verdammt. Ich habe sie erwürgt und ihr die Kehle durchgeschnitten und sie erstochen, jetzt ist sie tot. Ich weiß nicht, wie ich mich fühlen soll. Es war erstaunlich. Sobald man das ‚Oh mein Gott, ich kann das nicht tun‘-Gefühl überwunden hat, ist es ziemlich angenehm. Allerdings bin ich im Moment etwas nervös und zittrig. Kay, ich muss jetzt in die Kirche gehen… lol.“

Dann besuchte sie eine Tanzveranstaltung ihrer Kirchengemeinde, während die Polizei nach Elizabeth Olten suchte.

## Prozess, Verurteilung und Berufung
Bustamante stand erstmals am 17. November 2009 vor Gericht, wo sie sich für nicht schuldig erklärte. Angeklagt war sie wegen „Mordes ersten Grades und bewaffneter krimineller Handlungen“, weil sie bei der Tat ein Messer benutzt hatte. Im Januar 2012 einigte sich ihr Verteidiger mit dem Ankläger auf „Mord zweiten Grades und bewaffnete kriminelle Handlungen“. Einige Wochen später wurde sie zu lebenslanger Haft mit der Möglichkeit einer bedingten Freilassung und einer anschließenden Haftstrafe von 30 Jahren verurteilt. Zum Zeitpunkt der Tat war Bustamante 15 Jahre alt.
Eine Berufung gegen das Urteil wurde im März 2014 abgelehnt.

## In Film und Fernsehen
Der Fall Elizabeth Olten/Alyssa Bustamante ist Thema der mehrteiligen US-amerikanischen Doku-Serie Deadly Women, die ab 2005 von einem US-amerikanischen Fernsehsender ausgestrahlt wurde. Der Low-Budget-Thriller My Name Is 'A' by Anonymous, der 2012 veröffentlicht wurde, basiert lose auf selbigem Kriminalfall, der ebenfalls Thema einer Episode der Serie Kids Who Kill ist (Staffel 1, Episode 5).